# Natrix helvetica
Espèce
Répartition géographique
Synonymes
- Coluber helveticus Lacépède, 1789[1]
- Natrix natrix helvetica (Lacépède, 1789)[1]

Natrix helvetica est une espèce de serpents de la famille des Natricidae. Elle a été longtemps considérée comme une sous-espèce de Natrix natrix sous le nom de Natrix natrix helvetica avant d'être élevée au rang d'espèce en 2017.
Dans les régions francophones d'Europe (en France, en Belgique et en Suisse) c'est surtout cette espèce que l'on nomme traditionnellement couleuvre à collier. Certains ouvrages spécialisés ont préféré reserver l'usage du nom de couleuvre à collier à l'espèce Natrix natrix (sens restreint) depuis la séparation des deux espèces, et utilisent provisoirement le nom de couleuvre helvétique pour désigner Natrix helvetica, par simple traduction du nom latin. Cependant le nom de couleuvre à collier reste dans l'usage pour désigner Natrix helvetica car cette espèce présente aussi nettement le motif de collier, tandis que Natrix natrix (sens restreint) n'est présente dans aucune région francophone. De plus la Suisse comporte les deux espèces (Natrix natrix au sens restreint est présente dans le nord-est de la zone germanophone), ce qui peut porter à confusion dans le pays. Natrix astreptophora, une autre espèce autrefois incluse comme sous-espèce de Natrix natrix au sens large, est présente dans l’extrême sud de la France mais se distingue bien par la presque absence du motif de collier. Au Canada le nom de couleuvre à collier désigne Diadophis punctatus, un Dipsadidae.

## Description
Cette couleuvre, ovipare, est très semblable à Natrix natrix dont elle a été longtemps considérée comme une sous-espèce. 
Le « collier » est très marqué, aussi bien chez les jeunes que chez les adultes. Les barres transversales dorsales sont elles aussi bien visibles.
Dans la nature elle semble s’hybrider avec Natrix natrix et Natrix maura.

## Confusion possible
Les juvéniles de la couleuvre d'Esculape Zamenis longissimus sont susceptibles d'être confondus avec la couleuvre à collier car ils portent un collier jaune et leur corps est tacheté. Outre leur taille modeste car ce sont des juvéniles, on différencie ces derniers à leur couleur brune et à leurs écailles lisses. Les couleuvres d’Esculape adultes ont généralement perdu ce collier, mais certains individus le conservent parfois de manière plus ou moins atténuée.
Pour les profanes les juvéniles de Couleuvre verte et jaune Hierophis viridiflavus peuvent aussi être confondus. Ils sont toutefois plus petits (moins de 30cm), et leur comportement est plus offensif. Ils n'ont pas le collier et les tâches sur le corps sont différentes.

## Distribution
Cette espèce se rencontre dans l'ouest de l'Europe : Angleterre, Pays-Bas, Belgique, Allemagne, France, Suisse, Croatie, Slovénie, Italie.

## Liste des sous-espèces
Selon The Reptile Database (10 mai 2020) :
- Natrix helvetica helvetica (Lacépède, 1789)
- Natrix helvetica cetti Gené, 1839
- Natrix helvetica corsa (Hecht, 1930)
- Natrix helvetica lanzai Kramer, 1971
- Natrix helvetica sicula (Cuvier, 1829)

Selon NCBI (10 mai 2020) :
- Natrix helvetica cetti Gene, 1838
- Natrix helvetica corsa (Hecht, 1930)
- Natrix helvetica helvetica (Lacépède, 1789)
- Natrix helvetica lanzai Kramer, 1970

## Publication originale
- B.G.E. Lacepède, 1789 : Histoire Naturelle des Quadrupèdes Ovipares et de Serpens. lmprimerie du Roi, Hôtel de Thou, Paris, vol. 2 (pp. 671). (lire la publication)